# Hôtel Hèle
L'hôtel Hèle est un hôtel particulier bruxellois datant de 1850. Il est modernisé en 1895 à la demande de son propriétaire, M. Hèle, par l'architecte Léon Govaerts. Le programme décoratif pictural est dans sa très grande majorité réalisé par le peintre Privat-Livemont. Il constitue un témoin de l'éclectisme bourgeois propre à la fin du XIXe siècle, entre néo-classicisme et Art nouveau. 
En 1895, le bâtiment est transformé de la cave aux combles par Léon Govaerts. Les volumes du rez-de-chaussée en sont l'exemple le plus probant. Le balcon du premier étage fut remplacé par un oriel, aussi appelé bow-window, élément décoratif représentatif de l'Art nouveau (le bow-window originel ayant disparu au profit d'un nouveau en 1957).
L'hôtel Hèle se situe au 18 de la rue Joseph II à Bruxelles, il est l'un des derniers témoignages de l'architecture du début du XXe siècle à la suite de la pression immobilière que connut ce quartier dans les années 1950. Il abrite désormais l'association La Maison de la Francité qui participe à la valorisation de la langue française à travers de multiples ateliers et événements. Il est au cœur du quartier de la Commission européenne.

## Entre Néoclassicisme et Art nouveau

### Description et agencement

#### Le rez-de-chaussée
Les murs du rez-de-chaussée, du hall d'entrée à la cage d'escalier, sont recouverts de marbre rose et blanc. Les parties hautes du hall sont décorées de mosaïques représentant des vasques de fleurs et le sol de mosaïques à motif végétal correspondant au style Art nouveau. Le salon, donnant sur la rue Joseph II, possède un décor d'inspiration néo-Louis XVI composé de lambris de bois peint, de décors en  stuc et toiles tendues. Le plafond est orné d'une peinture circulaire sur toile de Henri Privat-Livemont, La marche à l'étoile. Le salon est l'illustration de l'architecture Néo-classique encore présente à la fin du XIXe siècle.

#### La salle Hèle
La salle Hèle, dans la continuité du salon néoclassique, est constituée de trois volumes successifs. Ce procédé a pour effet d’amener le visiteur de l'obscurité vers la lumière de la verrière finale. Les murs sont décorés de motifs floraux stylisés d'inspiration Art nouveau. Le plus grand de ces volumes forme un atrium moderne recouvert d'une verrière de vingt-deux mètres carrés desservant la véranda donnant sur le jardin.

#### L'entresol
L'entresol est muni d'une petite verrière éclairée par un puits de lumière dont le décor est, là aussi, floral. Un miroir est placé perpendiculairement et horizontalement afin de créer un effet rayonnant.

#### Premier étage
Le décor du premier étage est constitué de motifs en grande partie de Style Louis XV, mêlant cartouches, guirlandes et éléments végétaux. Une rosace composée des points cardinaux orne le plafond du palier et indique l'orientation de la maison. Sur le mur, un grand rectangle délimité par une moulure en bois et stuc, devait surement encadrer une tapisserie. 

#### Le grand bureau
La grande pièce de ce premier étage est le grand bureau. Elle donne accès au bow-window. Elle possède un plafond orné de guirlandes de fleurs autour d'un bâton de bambou encadré par un caisson mouluré orné d'un tressage de ruban de laurier.

## La restauration de l’hôtel

### Les acteurs de la restauration
En janvier 1979, l'État belge achète le bâtiment. La Commission communautaire française de la région de Bruxelles-Capitale acquiert à son tour l'hôtel, et le classe en tant que monument historique le 15 juillet 1993. Entre 2002 et 2005, une première phase de travaux est entrepris. En 2006, ils s’étendent à l'ensemble du bâti. Mais ce n'est qu'en 2008 qu'est réellement lancé un programme de restauration.
En septembre 2008, la Commission communautaire française en collaboration avec la Direction des monuments et sites de la Région de Bruxelles-Capitale, entame d'importants travaux visant à redonner l'aspect qu'il avait en 1895. Cette restauration a rassemblé différents acteurs : Stephan van Eesbeek, architecte du cabinet Melviez chargé des travaux, Guy Condé-Reis, architecte des Monuments et Sites, Anne-Sophie Augustyniak, conservatrice-restauratrice de la société ASAJAG, Olivier Berckmans, chargé de l'étude archéologique du bâti, et l'Atelier d'Offard, atelier de papier peint.
N'appartenant pas à un courant artistique, mais à plusieurs, le bâtiment offrait des décors singuliers dont la lecture s'est avérée aussi complexe qu'inattendue. Fallait-il conserver et restaurer l'aspect original, un état intermédiaire, ou un état tardif rassemblant toutes les modifications ? Fallait il tout restaurer à la manière de Govaerts ou respecter tous les ajoutes successifs ? Toutes ces questions ont occupé les acteurs de la rénovation. La connaissance, la logique de construction, le respect de l'histoire et non sa propre interprétation ont régenté les interventions du bâti.[Interprétation personnelle ?]

### Les travaux entrepris
La restauration de l'hôtel Hèle s'est concentrée sur la restitution des coloris et des papiers peints originaux, sur la mise au jour des parquets en bois massif, ainsi que la reconstruction d’éléments disparus.
Le salon central et le salon du côté jardin du rez-chaussé étaient recouverts d'une peinture blanche rosée au niveau des murs hauts. Grâce à une étude stratigraphique les restaurateurs ont découvert un papier peint datant de la restauration de Govaerts. Ces papiers peints totalement empreints du style floral Art nouveau ont été restaurés à la main dans une unité de style et de couleurs.
L'entresol et le premier étage ont fait l'objet d'une étude stratigraphique. La couleur ocre originelle était recouverte de plusieurs couches de peinture, les coloris ont été rétablis.
Le petit bureau du premier étage possédait un faux plafond, qu'a protégé le papier peint d'origine et permis sa restauration complète et détaillée.   
Le grand bureau du premier étage, donnant le bow-window, a reçu une attention particulière. Les restaurateurs ont trouvé un papier peint tout à fait original en supprimant les couches plus récentes. C'est un papier épais, huilé, composé d'une fleur d’étain en relief, qui s'apparente aux papiers peints en cuir dorés originaires du japon appelés Kinkawa ou Kinkarakawa. Le travail de restauration a été réalisé par l'Atelier d'Offard, atelier français de papier peint à la planche. La véranda est un ajout installé lors de la restauration. Avant de construire, il a fallu étudier les traces, rainures et ancrages témoignent de l'ancienne véranda de XIXe siècle. Grâce à ces traces il a été possible pour les architectes de reconstituer la volumétrie et la logique de construction.  
Les autres pièces composant l’édifice n'ont pu être restaurées dans ce même état d'esprit à cause d'un manque de subventions et de données.